# Dorothee Sölle
Dorothee Steffensky-Sölle (Colonia, 30 de septiembre de 1929 - Göppingen, 27 de abril de 2003) fue una teóloga protestante y poeta alemana.

## Estudios
Desde 1949 estudió Literatura, Filosofía y Teología protestante en la Universidad de Colonia, la Universidad Albert-Ludwigs de Friburgo y la Universidad de Gotinga. En 1954 pasó su examen estatal y obtuvo su doctorado con la disertación de Investigaciones sobre la estructura de los guardias nocturnos de Bonaventura. De 1954 a 1960 enseñó en las escuelas secundarias, y apoyó su tesis sobre vigilias Bonaventura en 1959. De 1962 a 1964 trabajó en el Instituto de Filosofía en Aachen 1964 a 1967 en el Instituto de la literatura alemana en Colonia. En 1971 defendió su tesis de habilitación en la Facultad de Filosofía de la Universidad de Colonia, sobre la relación entre la literatura y la teología alemana después de la Ilustración. Después trabajó varios años como profesora de Historia de la literatura alemana, en Colonia.  En 1994 que Sölle se convirtió en profesora honoraria de la Universidad de Hamburgo.

## Activismo
Fue cofundadora de la llamada Oración Política Nocturna de 1968 a 1972 en la Antoniterkirche de Colonia. En 1968 fue una de las fundadoras de la Escuela de Periodismo de Colonia. Fue condenada por intento de bloqueos en el frente del depósito de misiles de mediano alcance de la OTAN en el Mutlanger Heide o el depósito de gas venenoso en Fischbach. Como activista del movimiento de paz, en noviembre de 1972, viajó a Vietnam del Norte. Enseñó como profesora de Teología sistemática en el Seminario Teológico Unido de Nueva York, de 1975 a 1987. En 1984 visitó Nicaragua y observó el proceso electoral con un grupo de paz estadounidense Testigo de paz. Durante este período, continuó su activismo en Alemania, donde ella siempre pasaba la mitad del año. Medio año antes de su muerte, el 26 de octubre de 2002, pronunció un discurso a la manifestación de paz en Hamburgo.

## Pensamiento
Sus ideas fueron influenciadas por la Teología de la liberación de América Latina, así como por el filósofo Ernst Bloch. En su libro Más allá de la mera obediencia. Sobre la ética cristiana para el futuro acuñó el término “cristofascismo”, combinando los conceptos de cristianismo y fascismo. También contribuyó a difundir la teología feminista. 
Según sus propias declaraciones, sus creencias se formaron por la conciencia de vivir después de Auschwitz. En un discurso ante el Consejo Mundial de Iglesias en Vancouver en 1983, hizo la siguiente declaración:

"Te hablo como una mujer que proviene de uno de los países más ricos del mundo; un país con una historia sangrienta y que apesta a gas... El mundo en el que vivo es rico, especialmente en muerte y en formas perfeccionadas de matar".

Consideraba que la sociedad dominante no le ofrece a sus hijos más que arena de consumo. Describió los países occidentales como centros de cultura desolados, en agudo contraste con un Tercer Mundo sometido a un Auschwitz permanente.
Reflexionó muy críticamente sobre la doctrina de la omnipotencia de Dios y creía que el trabajo de Dios en este mundo depende de nuestras acciones, que Dios no tiene otras manos que las nuestras. Sus reflexiones sobre Dios han inspirado a las personas a reflexionar sobre Dios por sí mismas. Representó una teología política caracterizada por una mundanidad radical y una desmitologización de la Biblia.
Para Sölle, la condición del hombre se caracteriza por una dependencia radical (Angewiesenheit) a causa del pecado y la contingencia. Cristo, por otro lado, habría sido "dependiente", en una dependencia voluntaria asumida y no impuesta. Concibe a Cristo como mediador entre Dios y el hombre, lugar de espera, que representa al hombre ante Dios y a Dios entre los hombres. Cristo no busca tener a Dios para sí mismo. Por el contrario, es por medio de Cristo que Dios levanta a todos los esclavos. Sölle puso a Cristo en la cruz en el centro de su reflexión.
En su libro Gegenwind ("Viento en contra", publicado en 1995) escribió:

"La reflexión teológica sin consecuencias políticas es igual a la hipocresía. Cada oración teológica también debe ser política ".

## Obras
- Stellvertretung. Ein Kapitel Theologie nach dem «Tod Gottes». Kreuz, Stuttgart 1965, erweiterte Neuauflage, Stuttgart 1982
- Die Wahrheit ist konkret. Walter, Olten / Freiburg 1967
- Atheistisch an Gott glauben. Beiträge zur Theologie. Walter, Olten / Freiburg 1968
- Phantasie und Gehorsam. Überlegungen zu einer künftigen christlichen Ethik. Kreuz, Stuttgart 1968, ISBN 3-7831-0216-2
- Meditationen & Gebrauchstexte. Gedichte. Berlín 1969, ISBN 978-3-87352-016-5.
- Politisches Nachtgebet in Köln 1. Herausgegeben von Dorothee Sölle und Fulbert Steffensky, Stuttgart, Berlin und Mainz 1969
- Politisches Nachtgebet in Köln 2. Herausgegeben von Dorothee Sölle und Fulbert Steffensky, Stuttgart, Berlin und Mainz, ohne Jahresangabe
- Das Recht ein anderer zu werden. Luchterhand, Neuwied 1971
- Politische Theologie. Auseinandersetzung mit Rudolf Bultmann. Kreuz, Stuttgart 1971, erweiterte Neuausgabe Stuttgart 1982
- Leiden. Kreuz, Stuttgart 1973, ISBN 978-3-7831-2248-0.
- Die revolutionäre Geduld. Gedichte. Fietkau, Berlín 1974, ISBN 978-3-87352-026-4.
- Christen für den Sozialismus. Kohlhammer, 1975, ISBN 9783170022898.
- Die Hinreise. Zur religiösen Erfahrung. Texte und Überlegungen. Kreuz, Stuttgart 1975, ISBN 978-3-7831-0467-7.
- Sympathie. Theologisch-politische Traktate. Kreuz, Stuttgart 1978, ISBN 3-7831-0561-7.
- Fliegen lernen. Gedichte. Fietkau, Berlín 1979, ISBN 978-3-87352-501-6.
- Wählt das Leben. Kreuz, Stuttgart 1980, ISBN 3-7831-0595-1.
- Spiel doch von Brot und Rosen. Gedichte. Fietkau, Berlín 1981, ISBN 978-3-87352-502-3.
- Aufrüstung tötet auch ohne Krieg. Kreuz, Stuttgart 1982, ISBN 3-7831-0669-9.
- Verrückt nach Licht. Gedichte. Fietkau, Berlín 1984, ISBN 978-3-87352-503-0.
- Lieben und arbeiten. Eine Theologie der Schöpfung. Kreuz, Stuttgart 1985, ISBN 3-7831-0791-1.
- "Ein Volk ohne Vision geht zugrunde." (Salomos 29,18.) Anmerkungen zur deutschen Gegenwart und zur nationalen Identität. Hammer, Wuppertal 1986, ISBN 3-872943057.
- Das Fenster der Verwundbarkeit. Theologisch-politische Texte. Kreuz, Stuttgart 1987, ISBN 3-7831-0843-8.
- Und ist noch nicht erschienen, was wir sein werden. Stationen feministischer Theologie. DTV, München 1987, ISBN 3-423-10835-5.
- Zivil und ungehorsam. Gedichte. Fietkau, Berlín 1990, ISBN 978-3-87352-504-7.
- Gott denken. Einführung in die Theologie. Kreuz, Stuttgart 1990, ISBN 978-3-7831-1013-5.
- Gott im Müll: eine andere Entdeckung Lateinamerikas. Deutscher Taschenbuch Verlag, Munchen, 1992. ISBN 9783423300407. Traducción al español: Dios en la basura, Verbo Divino, Estella (Navarra), 1993, ISBN 84-7151-889-9.
- Es muss doch mehr als alles geben. Nachdenken über Gott. Hoffmann und Campe, Hamburg 1992, ISBN 978-3-455-08459-7. Traducción al español: Reflexiones sobre Dios, Herder, Barcelona, 1996, ISBN 84-254-1944-1.
- Mutanfälle. Texte zum Umdenken. Hoffmann und Campe, Hamburg 1993, ISBN 3-455-08531-8.
- Träume mich Gott. Geistliche Texte mit lästigen politischen Fragen. Hammer, Wuppertal 1994, ISBN 3-87294-622-6.
- Gegenwind. Erinnerungen. Hoffmann und Campe, Hamburg 1995, ISBN 978-3-455-08584-6.
- Das Eis der Seele spalten. Theologie und Literatur in sprachloser Zeit. Mainz 1996
- Mystik und Widerstand - »Du stilles Geschrei«. Hoffmann und Campe, Hamburg 1997, ISBN 3-455-08583-0.
- Loben ohne Lügen. Gedichte. Fietkau, Berlín 2000, ISBN 978-3-87352-505-4.
- Maria. Eine Begegnung mit der Muttergottes. Herder, Freiburg im Breisgau 2005, ISBN 3-451-28843-5.